# Шер Бахадур Деуба
Шер Бахадур Деуба — непальський державний діяч та депутат. Прем'єр-міністр Непалу з 13 липня 2021 до 26 грудня 2022 року. Народився 13 червня 1946 року в далекозахідному регіоні Непалу. Навчався у лондонській школі економіки. Став прем'єр-міністром Непалу від партії Непальського конгресу. Одружений із Арсою Рана Деуба.